# Brouwerij Marres Ceulen

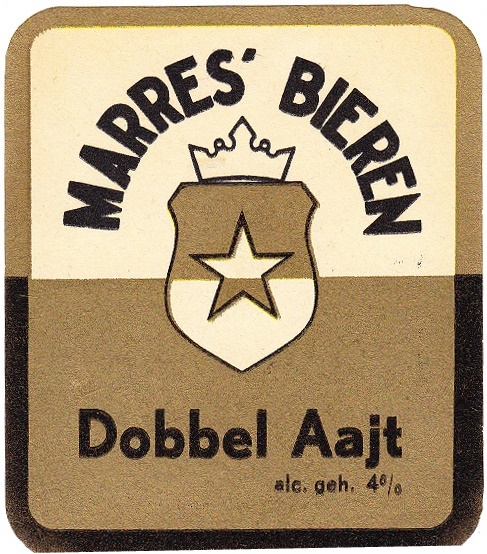
Dobbel-Aajt Bier

Bierbrouwerij Marres-Ceulen was een Nederlands-Limburgse bierbrouwerij actief gedurende de 19e en 20e eeuw. Sinds 1998 is in het pand Marres museum voor Hedendaagse Cultuur gevestigd. In 1959 werd de brouwerij verkocht aan Brand Bierbrouwerij.  

## Geschiedenis
In 1859 kocht Dominicus Augustus (August) Marres, met behulp van zijn vader Michael Marres die eveneens brouwer was op het Onze lieve vrouwenplein, een herenhuis op de Grote Markt in Maastricht. Alhier vestigde hij, samen met zijn echtgenote, een brouwerij genaamd Marres-Ceulen. De onderneming werd opgericht met het doel de horeca ondernemingen, die reeds in bezit waren van de familie Marres, te ondersteunen. Het bekendste voorbeeld is café In den Ouden Vogelstruys. In deze periode verhuurde het echtpaar Marres-Ceulen een deel van het woonhuis aan Sophia Marx, zuster van Karl Marx.
Zoon Edmond Marres nam de brouwerij in 1898 over en het bedrijf begon met het brouwen van 'Dobbel-Aajt'-bier dat lokale bekendheid zou verwerven. Edmond overleed in 1942 en droeg de brouwerij over aan zijn tweede zoon Pierre die hiervoor een overstap maakt vanuit het bankwezen. Onder zijn leiding werd de brouwerij overgenomen door Brand Bierbrouwerij wat tegenwoordig in handen is van Heineken. Daarmee stopt het eigenaarschap van de familie Marres in 1959. 